# New Media & Society
《New Media & Society》는 커뮤니케이션 분야를 다루는 동료 평가를 거치는 학술지이다. 저널의 편집장은 스티브 존스(일리노이 대학교 시카고)이다. 1999년부터 세이지 퍼블리싱에서 출판되고 있다.

## 색인화
저널은 스코퍼스와 Social Sciences Citation Index 에 색인되어 있으며, 저널 인용 보고서에 따르면 2020년 피인용지수는 8.061로 '커뮤니케이션' 부문에서 95개 저널 중 2위를 차지했다.